# Stanislav Dietz
Stanislav Dietz (* 10. September 1990 in Písek, Tschechoslowakei) ist ein deutsch-tschechischer Eishockeyspieler, der seit Juli 2025 beim EV Landshut aus der DEL2 unter Vertrag steht und dort auf der Position des Verteidigers spielt. Zuvor war Dietz unter anderem für die Fischtown Pinguins Bremerhaven, Kölner Haie und die Iserlohn Roosters in der DEL aktiv und absolvierte annähernd 300 Partien in der tschechischen Extraliga. 

## Karriere
Bis zur Saison 2009/10 durchlief Dietz einige Jugendteams beim IHC Písek und dem HC České Budějovice, ehe er sein Profidebüt für den IHC Písek in der dritten tschechischen Liga gab. Im Laufe der Saison stieg er mit dem Verein auf. Regelmäßige leihen sorgten dafür, dass Dietz in Tschechien viel herumkam, er spielte bis zur Saison 2013/14 auf Leihbasis vom HC České Budějovice unter anderem noch beim SK Horácká Slavia Třebíč in der zweiten tschechischen Liga.
Zur Saison 2014/15 wechselte er zum Mountfield HK, für die er drei Spielzeiten in der Extraliga verbrachte. Nach seiner Zeit in Hradec Králové verpflichtete ihn der HC Litvínov, der ihn im November 2017 an die Piráti Chomutov verlieh. Mit den Piráti Chomutov stieg er am Ende der Saison 2018/19 aus der Extraliga ab.
Nach diesem Abstieg verließ Dietz sein Heimatland und wechselte zur Saison 2019/20 in die Deutsche Eishockey Liga (DEL) zu den Fischtown Pinguins Bremerhaven. Für die Pinguins absolvierte er zwischen 2019 und 2022 146 DEL-Partien, in denen er zehn Tore und 55 Vorlagen erzielte. Anschließend wechselte er im Mai 2022 innerhalb der DEL zu den Kölner Haien. Dort verbrachte er zwei Spielzeiten, ehe es ihn nach der Saison 2023/24 für ein Jahr zum Ligakonkurrenten Iserlohn Roosters zog. Ende Juni 2025 einigten sich Dietz und Iserlohn einvernehmend auf eine Vertragsauflösung, da Dietz den Verein wechseln wollte. Noch am selben Tag der Bekanntgabe der Vertragsauflösung verpflichtete der EV Landshut den Verteidiger für zwei Jahre bis zum Sommer 2027.

## Erfolge und Aufzeichnungen
- 2010 Meister der 2. Liga und Aufstieg in die 1. Liga mit dem IHC Písek

## Karrierestatistik
Stand: Ende der Saison 2024/25
(Legende zur Spielerstatistik: Sp oder GP = absolvierte Spiele; T oder G = erzielte Tore; V oder A = erzielte Assists; Pkt oder Pts = erzielte Scorerpunkte; SM oder PIM = erhaltene Strafminuten; +/− = Plus/Minus-Bilanz; PP = erzielte Überzahltore; SH = erzielte Unterzahltore; GW = erzielte Siegtore; 1 Play-downs/Relegation; Kursiv: Statistik nicht vollständig)